# ویر (هلند)
وی‌یر (به هلندی: Wier) یک منطقهٔ مسکونی در هلند است که در منامرادیل واقع شده‌است. وی‌یر ۲۱۰ نفر جمعیت دارد.